# Svjetsko prvenstvo u kajaku i kanuu na mirnim vodama – Zagreb 2005.
Svjetsko prvenstvo u kajaku i kanuu na mirnim vodama – Zagreb 2005. je 34. svjetsko prvenstvo po redu, a održano je u Zagrebu krajem kolovoza. Natjecalo se 717 natjecatelja iz 78 zemalja. Hrvatsku su predstavljali braća Mićo i Stjepan Janić u dvosjedu na 1000 m, Stjepan Janić u jednosjedu na 500 m, Nikica Ljubek u kanuu jednokleku u utrci na 1000 m, te Luka Bačmaga i Dino Magušić.

## Rezultati
K1 - 1000 m (M)
1. Norveška
2. Kanada
3. Australija

C1 - 1000 m (M)
1. Njemačka
2. Španjolska
3. Kanada

K1 - 1000 (Ž)
1. Njemačka
2. Mađarska
3. Kanada

K2 - 1000 m (M)
1. Mađarska
2. Njemačka
3. Norveška

C2 - 1000 m (M)
1. Njemačka
2. Kuba
3. Mađarska

K2 - 1000 m (Ž)
1. Mađarska
2. Njemačka
3. Poljska

K4 - 1000 m (M)
1. Njemačka
2. Slovačka
3. Poljska

C4 - 1000 m (M)
1. Poljska
2. Rumunjska
3. Njemačka

K4 - 1000 m (Ž)
1. Mađarska
2. Rumunjska
3. Njemačka

K1 - 500 m (M)
1. Australija
2. Njemačka
3. Kanada

C1 - 500 m (M)
1. Njemačka
2. Poljska
3. Rusija

K1 - 500 m (Ž)
1. Njemačka
2. Kanada
3. Mađarska

K2 - 500 m (M)
1. Njemačka
2. Poljska
3. Litva

C2 - 500 m (M)
1. Njemačka
2. Mađarska
3. Kuba

K2 - 500 m (Ž)
1. Mađarska
2. Austrija
3. Francuska

K4 - 500 m (M)
1. Bjelorusija
2. Slovačka
3. Italija

C4 - 500 m (M)
1. Rumunjska
2. Bjelorusija
3. Poljska

K4 - 500 m (Ž)
1. Njemačka
2. Poljska
3. Mađarska

K1 - 200 m (M)
1. Španjolska
2. Poljska
3. Rusija

C1 - 200 m (M)
1. Ukrajina
2. Rusija
3. Kazahstan

K1 - 200 m (Ž)
1. Španjolska
2. Mađarska
3. Kanada

K2 - 200 m (M)
1. Srbija i Crna Gora
2. Litva
3. Poljska

C2 - 200 m (M)
1. Rusija
2. Njemačka
3. Kuba

K2 - 200 m (Ž)
1. Mađarska
2. Španjolska
3. Njemačka

K4 - 200 m (M)
1. Mađarska
2. Njemačka
3. Bjelorusija

C4 - 200 m (M)
1. Rusija
2. Češka
3. Bjelorusija

K4 - 200 m (Ž)
1. Njemačka
2. Poljska
3. Španjolska

## Najuspješnije zemlje
1. Njemačka 10 / 5 / 3
2. Mađarska 6 / 3 / 3
3. Španjolska 2 / 2 / 1